# Größenwahn Verlag
Der Größenwahn Verlag ist ein deutscher Buchverlag mit Sitz in Frankfurt am Main. Er wurde 2009 in Frankfurt gegründet.

## Verlagsprogramm
Der Verlag gibt Gedichte und Prosa verschiedener Richtungen heraus. Einen Schwerpunkt legt der Verlag auf Autoren mit Migrationshintergrund. Zum Programm gehören Gegenwartsliteratur von Autoren entlang der Via Egnatia, deutsche Literatur des 21. Jahrhunderts, Politik und politische Satire, Kochbücher und Queer-Literatur.
2020 schloss sich der Verlag der Bedey-und-Thoms-Media-Gruppe Hamburg an.

## Autoren (Auswahl)
- Kostas Akrivos
- Vüqar Aslanov
- Edit Engelmann
- Safiye Can (Else-Lasker-Schüler-Lyrikpreis 2016)
- Jorgo Chatzimarkakis
- Caritas Führer
- Sokrates Giapapas
- Ralph Roger Glöckler
- Mirijam Günter
- Susanne Konrad
- Steffen Marciniak
- Peter Nathschläger
- Jannis Plastargias
- Kyro Ponte
- Thomas Pregel
- Britta Röder
- Raik Thorstad
- Rumjana Zacharieva